# Julia Alice Ludwig
Julia Alice Ludwig (* 13. Juli 1989 in Berlin) ist eine deutsche Schauspielerin, Sprecherin und Schauspielcoach.

## Leben
Nach dem Abitur arbeitete Ludwig vier Jahre als Model und Schauspielerin. Sie spielte an der Volksbühne Berlin unter anderem in Wer weint wird erschossen von Axel Wandke. Ab 2009 absolvierte Ludwig ein Schauspielstudium an der Folkwang Universität der Künste in Bochum mit dem Abschluss-Diplom 2013. Während dieser Zeit hatte sie bereits Auftritte. Für die Rolle der Natascha Kampusch im WDR-Hörspiel Natascha Kampusch entkommt ihrem Entführer erhielt sie 2012 den Axel-Springer-Preis. Im gleichen Jahr bekam sie für die Rolle der Julia in Spiel des Lebens (Regie: v. Boxen) in Bochum den Ensemblepreis im Bundeswettbewerb zur Förderung des Schauspielnachwuchses. Im Laufe ihrer Ausbildung spielte sie die Antigone am Al-Kasaba Theater in Ramallah, im Theater Blackbox Köln und am Schauspielhaus Bochum. Ab der Spielzeit 2013/2014 gehörte sie zum Ensemble des Theaters Konstanz.
2016 nahm sie Unterricht am ISFF Camera Actor Studio (Leitung: Detlef Rönfeldt). Sie spricht Englisch und ihren Heimatdialekt berlinerisch, die Stimmlage ist Sopran. Ihre Fähigkeiten und Fertigkeiten sind Gesang (Chanson, Pop), Tanz (Jazz, Modern, Pole Dance, Tango), Aikido, Akrobatik und Fechten. Seit ihrer Ausbildung beherrscht sie zudem Clownerie und Maskenspiel. Sie lebt mit ihrem Lebensgefährten in Berlin. Seit Folge 2682 spielte sie in Sturm der Liebe die angehende Hochzeitsplanerin Rebecca Newcombe. Seit dem 23. Mai 2017 war sie in einer der drei tragenden Hauptrollen der 13. Staffel der Telenovela gemeinsam mit Alexander Milz (William) und Victoria Reich (Ella) zu sehen. Für die Dreharbeiten wohnte sie in München.

## Filmografie

### Film und Fernsehen
- 2005: in der ARTE-Dokumentation als Alice in Die Nacht der offenen Türen, Regie: C. Haertel
- 2005–2006: verschiedene Werbespots für Deutsche Post, Coca-Cola, C&A, E-Plus, Smart
- 2007: Délire de Négation (Kurzfilm, Regie: J. Orlowsky)
- 2007: Episodenrolle in der Comedy-Show Kalkofes Mattscheibe, ProSieben
- 2008: Episodenrolle in der Comedy-Show Die Bunkershow, Sat.1
- 2010: Der Anruf, Kurzfilm, Regie: A. Berger
- 2011–2012: WDR-Show Zimmer frei!
- 2015: Kinofilm Die Bewerbung, Regie: J. Kampmann
- 2016: Terminal (Kurzfilm, Regie: Phillip Gabriel)
- 2016: Going global (Kurzfilmfestival Kino, Regie: B. Schürmann)
- 2017: Sturm der Liebe als Rebecca Herz, Staffel 13, Folgen 2693–2812
- 2018: Kinofilm Wenn du petzt bist du tot, Regie: M. Chiang
- 2019: Kinofilm Neinfach, Regie: S. Anderson

### Hörspiele/Synchronisation
- 2009: Synchronisation bei Slammin’ Salmon – Butter bei die Fische!
- 2009: Sprecherin im Hörspiel Hallo Mister Gott, hier spricht Anna (Regie: T. Neugebauer)
- 2009: Frenemy, synchronisiert unter Gregory Dark
- 2010: Hollywood Reality, synchronisiert unter Regie von Kevin P. Farley
- 2013: ZeitZeichen – Natascha Kampusch entkommt ihrem Entführer (Hörbeitrag, WDR)
- 2014: ZeitZeichen – Todestag von Pocahontas, Sprecherin der Pocahontas
- 2016: ZeitZeichen – Hochzeit von Lady Di (Hörbeitrag, WDR)
- 2016: Angry Brids, synchronisiert unter Harald Baummüller
- 2016: Pets, synchronisiert unter Frank Schaff
- 2016: Findet Dori, synchronisiert unter Katrin Fröhlich
- 2018: ZeitZeichen – Der erste Trabant rollt vom Band, Rolle: Zitatorin (WDR)
- 2018: ZeitZeichen – Malala Yousafzai hält ihre Rede vor der UN, Rolle: Malala (WDR)
- 2019: ZeitZeichen – Das Leben der Judith Deutsch, Rolle: Judith (WDR)
- 2019: ZeitZeichen – Die Erfindung der Vita Cola,  Rolle: Zitatorin (WDR)

### Theater
- 2009: Wer weint wird erschossen in der Rolle der Irina, Volksbühne Berlin, unter Regie von A. Wand
- 2009: Antigone in der Rolle der Antigone, Schauspielhaus Bochum, unter Regie von T. Adebisi
- 2009: Romeo und Julia in der Zeche Bochum, unter Regie von T. Adebisi
- 2010: hautnah in der Rolle der Alice, Zeche Bochum, unter Regie von M. Dietz
- 2010: Die drei Schwestern in der Rolle der Natascha, Zeche Bochum, unter Regie von Martin Höfermann
- 2011: Ein Sommernachtstraum in der Rolle der Hermia, Shakespeare-Festival Essen, unter Regie von Brian Michaels
- 2012: WUT in der Rolle der Cathrin, Theater Blackbox Köln, unter Regie von Simon Keller
- 2012: Spiel des Lebens in der Rolle der Jule, Schauspielhaus Bochum, unter Regie von Marinoa von Boxen
- 2013–2015: Festengagement am Theater Konstanz
  - I hate myself and I want to die, Lesung unter Regie von Stefan Eberle
  - Boston Princes in der Rolle Inga Arvad unter Regie von Frank Voigtmann
  - Liliom in der Rolle der Luise unter Regie von Martin Nimz
  - Gestern habe ich aufgehört mich zu töten. Dank dir (Heiner Müller) in der Rolle der Ophelia unter Regie von A. Bauer
  - Konstanz am Meer in der Rolle der Selma unter Regie von Johannes von Matuschka
  - Herztier in der Rolle der SIE unter Regie von Mario Portmann
  - Das Leben ein Traum in der Rolle der Rosaura unter Regie von Wulf Twiehaus